# Бородулин, Валерий Алимпиевич
Валерий Алимпиевич Бородулин (5 марта 1949, Челябинск — 24 октября 2019) — советский хоккеист, защитник.

## Биография
Старший брат хоккеиста Владимира Бородулина. Воспитанник команды ЧТЗ, тренер Пётр Дубровин. Выступал за «Трактор» Челябинск (1968/69 — 1969/70, 1972/73), «Звезду» Чебаркуль (1970/71 — 1971/72), СК им. Салавата Юлаева (Уфа) (1972/73 — 1974/75), «Металлург» Челябинск (1975/76 — 1981/82, был капитаном команды).
В высшей лиге провёл три сезона за «Трактор» (1968/69 — 1969/70, 1972/73).
Сыновья Александр (род. 1973) и Константин (род. 1978) также хоккеисты.